# Казале Кремаско-Видоласко
Каза̀ле Крема̀ско-Видола̀ско (на италиански: Casale Cremasco-Vidolasco, на местен диалект: Casal-Idulasch, Казал-Идуласк) е община в Северна Италия, провинция Кремона, регион Ломбардия. Административен център на общината е село Казале Кремаско (Casale Cremasco), което е разположено на 92 m надморска височина. Населението на общината е 1870 души (към 2017 г.).